# Тарик, Хумам
Хумам Тарик Фараж Науш (араб. همام طارق فرج نعوش‎; род. 10 февраля 1996 в Багдаде, Ирак) — иракский футболист, полузащитник команды «Аль-Ахли» из Дубая. В данный момент выступает за клуб «Аль-Кува» на правах аренды.

## Клубная карьера
Хумам родился в багдадском квартале Адамия в семье известного кондитера. Начинал заниматься футболом в клубе «Аз-Завра», а в 2007 году перешёл в детскую команду клуба «Аль-Кува». В старшей команде дебютировал в чемпионате Ирака в 14-летнем возрасте, 26 мая 2010 года в матче против «Салахаддина». Свой первый гол забил 27 апреля 2012 года в ворота клуба «Захо». В составе клуба футболист стал двукратным бронзовым призёром чемпионата Ирака (2011/12 и 2012/13).
В 2013 году его приобрёл дубайский «Аль-Ахли». Сезон 2013/14 он провёл в молодёжной команде, так как по правилам ФИФА не имел права выступать за границей до 18-летия, а в следующем сезоне был отдан в аренду в клуб «Аль-Зафра», в его составе сыграл 20 матчей и забил два гола в чемпионате ОАЭ. В сезоне 2015/16 играл на правах аренды за свой прежний клуб «Аль-Кува» и стал обладателем Кубка Ирака, в финальном матче против «Аз-Завраа» (2:0) забил один из голов.

## Карьера в сборной
В 2012 году стал бронзовым призёром чемпионата Азии среди юниоров (U19). В 2013 году Хумам в составе иракской «молодёжки» принимал участие на молодёжном чемпионате мира, где его сборная выступила очень достойно и заняла четвёртое место, а сам футболист сыграл во всех семи матчах. В 2014 году Тарик в составе олимпийской сборной стал бронзовым призёром летних азиатских игр в Инчхоне, принял участие в семи матчах и забил 4 гола. В 2016 году в составе олимпийской сборной стал бронзовым призёром молодёжного чемпионата Азии, сыграв на турнире 5 матчей и забив один гол.
30 декабря 2012 года юный полузащитник дебютировал в составе национальной сборной Ирака в матче против сборной Туниса. Он стал самым молодым игроком в истории национальной команды. В 2015 году Хумам в составе взрослой сборной Ирака принял участие на Кубке Азии 2015, где сыграл только один матч — самую первую игру своей команды против Иордании, на турнире команда Ирака стала полуфиналистом. Также в составе сборной участвовал в матчах Кубка Персидского залива. Свой первый гол за сборную забил 28 марта 2015 года в товарищеском матче против ДР Конго.
В декабре 2018 года был включён в заявку на Кубок Азии 2019. 8 января в первом матче группового этапа против Вьетнама отличился голом на 60 минуте игры и сравнял счёт в матче. В итоге Иракская сборная одержал победу 3:2.